# Dachsberg (Lindau)
Dachsberg (auch: Daxberg, mundartlich: Dasberg) ist ein Gemeindeteil der bayerisch-schwäbischen Großen Kreisstadt Lindau (Bodensee).

## Geografie
Der Weiler liegt circa 4,5 Kilometer nördlich der Lindauer Insel. Südlich der Ortschaft liegt das Geotop Drumlinfeld.

## Ortsname
Der Ortsname bedeutet (Siedlung am) Berg, an dem Dachse vorkommen.

## Geschichte
Dachsberg wurde erstmals im Jahr 1526 als Flurname am Dachsberg erwähnt. Die Siedlung entstand durch Vereinödung im Jahr 1811. Der Ort gehörte einst zur Gemeinde Oberreitnau, die 1971 in der Gemeinde Reitnau aufging, welche ihrerseits 1976 in die Stadt Lindau eingemeindet wurde.